# Marc Evans
Marc Evans (* 1963 Cardiff) je velšský režisér. Jeho filmy často vyprávějí o Walesu, film Vysněná Amerika pojednává o matce s třemi dětmi žijící ve Walesu, přičemž její manžel údajně žije v USA. Dokumentární film Dal: Yma/Nawr vypráví o velšské literární tradici a Patagonie z roku 2010 pojednává o velšské komunitě žijící v Patagonii. Ve filmu Beautiful Mistake (2000) hrají různí velšští hudebníci, jako například John Cale, James Dean Bradfield a Euros Childs. Roku 2021 natočil televizní film o velšském ragbistovi Rayi Gravellovi s názvem Grav. Rovněž jeho televizní seriály se často odehrávají ve Walesu.
Studoval historii umění na Univerzitě v Cambridgi a později absolvoval filmový kurz na Bristolské universitě. Později se pedagogické činnosti věnoval také on sám, sice na ATRiuM v Cardiffu.
Jeho manželkou je herečka Nia Roberts.

## Nerealizované projekty
Roku 2012 mluvil o dvou připravovaných hudebních filmech. Jedním z nich měl být Once Upon a Time in Wigan, pojednávající o northernsoulové scéně sedmdesátých let, a druhým The Girl from Tiger Bay, v němž by se zaměřil na zpěvačku Shirley Bassey. Později toho roku bylo oznámeno, že bude režírovat film Birthright, což měla být komedie zaměřená na izraelsko-palestinská témata. V roce 2013 bylo o oznámeno, že natočí snímek Cassy and Jude, který měl být adaptací románu Cassandra at the Wedding od americké spisovatelky Dorothy Baker. Dále měl režírovat životopisný film o hudebním producentovi Joe Meekovi. Žádný z těchto filmů nakonec natočen nebyl. Evans však přispěl do dokumentárního filmu A Life in the Death of Joe Meek.

## Filmografie
- Le jeu du roi (1991)
- Thicker than Water (1994)
- Ymadawiad Arthur (1994)
- Bliss (1995)
- Vysněná Amerika (1997)
- Vzkříšení (1998)
- Beautiful Mistake (2000)
- Strach v přímém přenosu (2002)
- Dal: Yma/Nawr (2003)
- Trauma (2004)
- Sněhový dort (2006)
- In Prison My Whole Life (2007)
- Kolize (2009, seriál)
- Patagonie (2010)
- Prostě skvělá (2011)
- Doors Open (2012)
- Temný Wales (2013, seriál)
- Playhouse uvádí (2013, seriál)
- Jack to a King – The Swansea Story (2014)
- Safe House (2015–2017, seriál)
- The Aberfan Young Wives' Club (2016, televizní dokument)
- Trauma (2018, seriál)
- Manhunt (2019, seriál; druhá řada 2021)
- The Prince and the Bomber (2019, televizní dokument)
- The Pembrokeshire Murders (2021, seriál)
- Grav (2021, televizní film)
- Mr. Burton (2025)